# Brailly-Cornehotte
Brailly-Cornehotte is een gemeente in het Franse departement Somme (regio Hauts-de-France) en telt 240 inwoners (1999). De plaats maakt deel uit van het arrondissement Abbeville.

## Geografie
De oppervlakte van Brailly-Cornehotte bedraagt 11,7 km², de bevolkingsdichtheid is 20,5 inwoners per km².
De onderstaande kaart toont de ligging van Brailly-Cornehotte met de belangrijkste infrastructuur en aangrenzende gemeenten.

## Demografie
Onderstaande figuur toont het verloop van het inwonertal (bron: INSEE-tellingen).